# ویکتور پیچمن
ویکتور پیچمن (به زبان لاتین Viktor Pietschmann)، (متولد ۲۷ اکتبر ۱۸۸۱ میلادی وین، درگذشتهٔ ۱۱ نوامبر ۱۹۵۶)، اهل اتریش، آبزی‌شناسی و مسئول موزه تاریخ طبیعی وین بود. او از سال ۱۹۳۲ میلادی تا پایان جنگ جهانی دوم عضو حزب ملی سوسیالیست کارگران آلمان بود. او شاهد عینی نسل‌کشی ارمنیان است.

## زندگی‌نامه
ویکتور پیچمن با هم‌حزبی خود ماکس آروین شوبنر اهل آلمان در ۱۸ ژوئن ۱۹۱۵ عضو ارتش اتریش در جنگ جهانی اول به آموزش سپاه امپراتوری عثمانی برای نبرد در مناطق کوهستانی پرداخت. (امپراتوری اتریش-مجارستان و آلمان متحد عثمانی بودند). آنان در شهر کارین (ارزروم امروزی) مستقر بوده و شاهد تبعید و قتل‌عام گستردهٔ ارمنیان بودند و عکس‌هایی را از آن وقایع تهیه کردند.
ویکتور پیچمن دربارهٔ ارمنیان و نسل‌کشی در سالهای ۱۹۲۷ و ۱۹۴۰ دو کتاب منشر نموده‌است (کتاب:Under Ice and Palms و کتاب:Through Kurdish Mountains and Armenian Cities) او در کتاب خود می‌نویسد:
«ما در شهر ارزروم بودیم اهالی ارمنی ارزروم که بسیاری از آنان پیاده به طرف شهر بایدبرت، (بایبورد) امروزی می‌بردند ما گروهی از آنان که افراد مسن و زن را تشکیل می‌دادند کمک کردیم و به شهر رساندیم که سربازان تُرک ما را به زور تهدید اسلحه متوقف کردند و آن ارمنیان را دستگیر و روانهٔ زندان شهر یرزنکا (ارزنجان امروزی) بردند.»

## نگارخانه
عکس‌های گرفته شده توسط ویکتور پیچمن از اخراج ارمنیان شهر ارزروم:

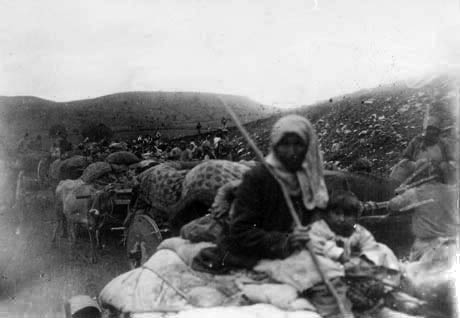
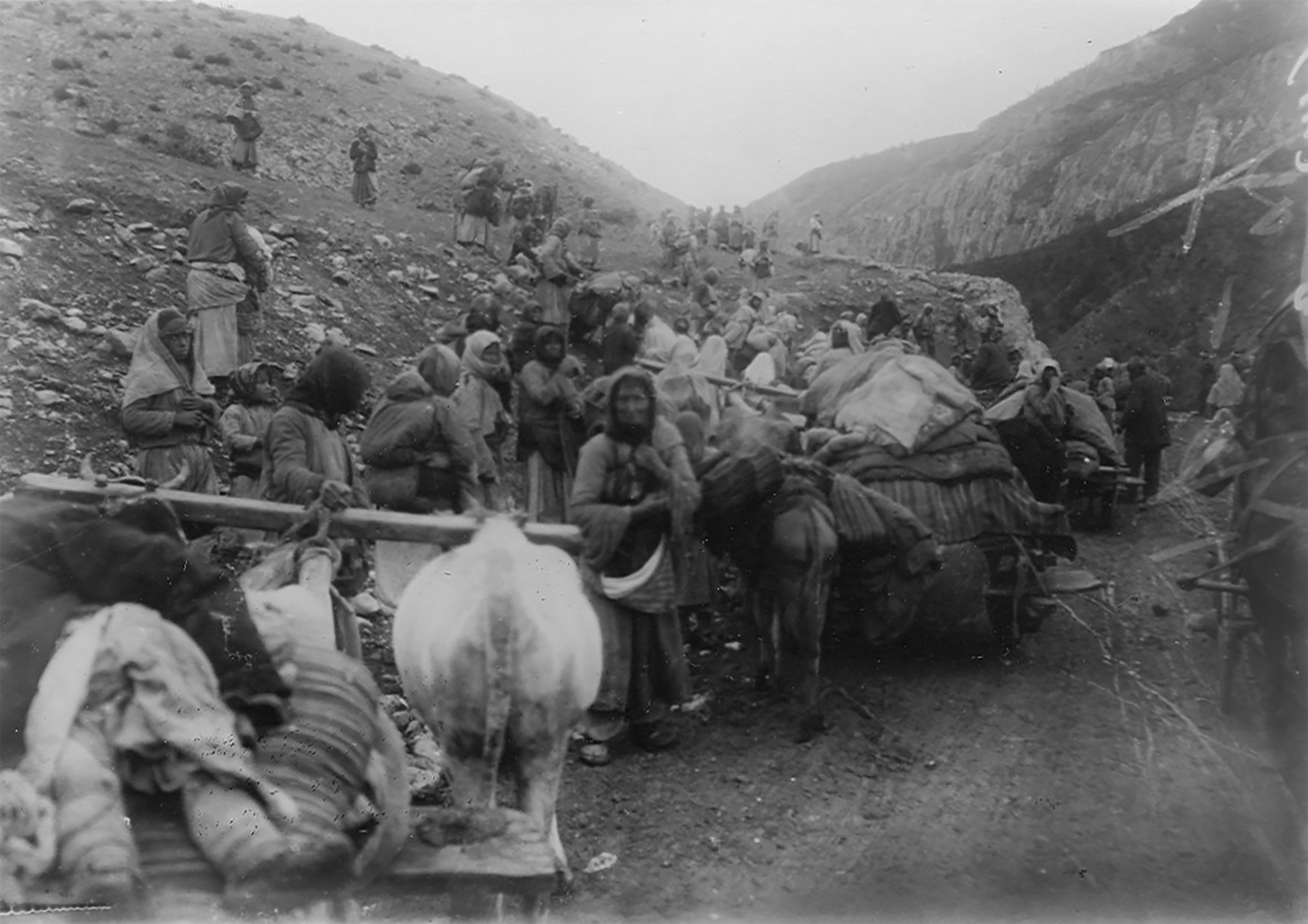
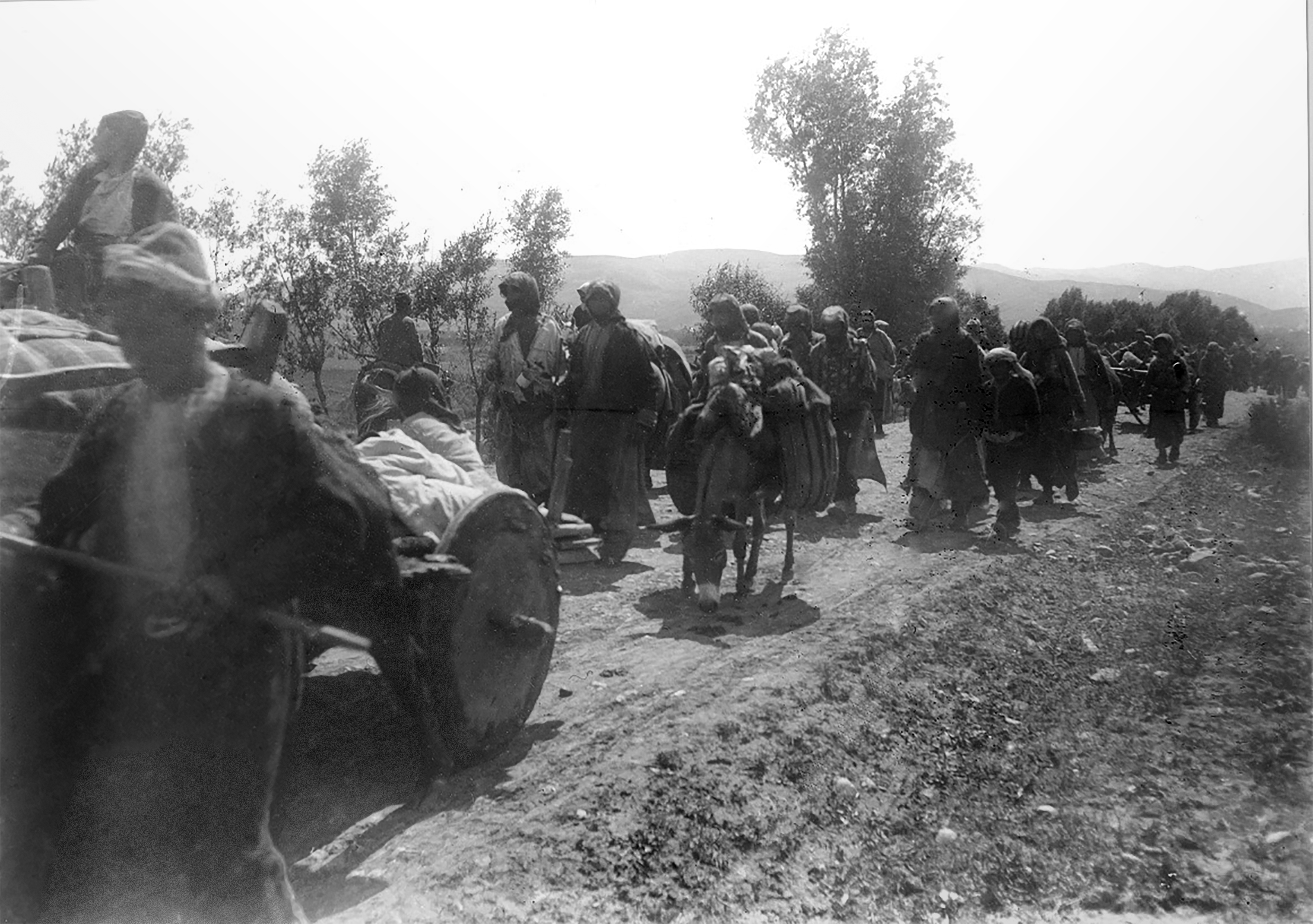
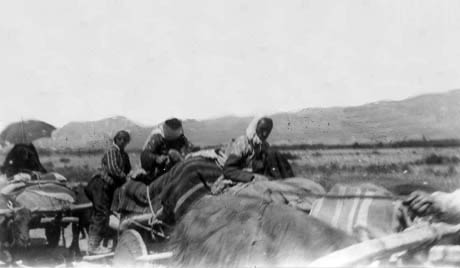
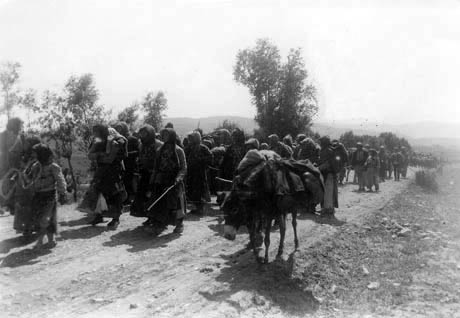
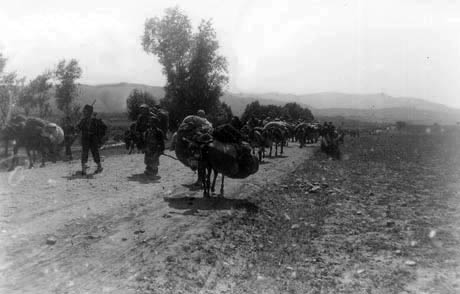